# Iwan Łuczuk
Iwan Łuczuk (ukr. Іван Лучук), (ur. 24 lutego 1965 we Lwowie) – ukraiński poeta, tłumacz, a także krytyk literacki. Wydawał także pod pseudonimami: Iwan Lohowersa, Iwan Senatowycz, Iwan Rizner, Iwan Bohoslowskyj.

## Życiorys
Syn pisarzy Włodzimierza Łuczuka i Oksany Senatowicz (Володимира Лучука i Оксани Сенатович). W roku 1986 ukończył studia na wydziale filologii słowiańskiej na Uniwersytecie Lwowskim. Doktor nauk filolologicznych, pracownik lwowskiego wydziału Instytutu Literatury im. Tarasa Szewczenki, wykładowca języka staro-cerkiewno-słowiańskiego na Ukraińskim Uniwersytecie Katolickim we Lwowie. Mieszka i pracuje we Lwowie.
Członek grupy Łu-Ho-Sad, w której skład wchodzą również Nazar Honczar, ur. 1964 oraz Roman Sadłowśkyj, ur. 1964.
Autor tomów wierszy: Rytm biegunów, Poetycka ariergarda (1996), Sonety (1996), Palindromy (1997), Trzydzieści trzy sonety (1998); powieści: Ulisseja (2000), oraz książek krytyczno-literackich.
Uważany jest za twórcę stylistycznych, językowych i konceptualnych prowokacji, dobrze przyjmowanych przez krytykę literacką. Jego utwory zostały przetłumaczone na 14 języków świata, głównie na język angielski, bułgarski, niemiecki, polski i słowacki.